# Terrain Pierre-Rolland
Le Terrain Pierre-Rolland est un stade de baseball situé à Rouen dans le complexe sportif Saint-Exupéry. Cette enceinte est la résidence du club des Huskies de Rouen. 
Nommé en l'honneur du fondateur du club, le terrain se dote en juillet 2009 d'un champ intérieur en synthétique. 